# Colegio Notre Dame (Daca)
El Colegio Notre Dame, Daca (bengalí: নটর ডেম কলেজ, ঢাকা)  es una escuela secundaria superior, así como un centro que otorga un título universitario adscrito a la Universidad Nacional. Está situado en Daca, la capital del país asiático de Bangladés que es administrada por la Congregación de Santa Cruz, una Sociedad de Sacerdotes. (En el subcontinente indio, como en el Reino Unido, las escuelas secundarias superiores, que comprende el grado 11 y 12  de educación, son conocidas a menudo como «colegios»). La universidad también ofrece un programa de licenciatura de tres años, Licenciado en Artes  y Licenciado en Ciencias Sociales. En 2024 la institución celebró su 75 aniversario.